# Jinchuan
Jinchuan (en chino, 金川; pinyin, Jīnchuān (escuchar)ⓘ) es un distrito urbano bajo la administración directa de la ciudad-prefectura de Jinchang en la provincia de Gansu, República Popular China, con una población censada en noviembre de 2010 de 228 569 habitantes.
Se encuentra situada en el centro de la provincia, cerca del río Amarillo (Huang He) y de las montañas Qilian.

## Administración
El Distrito Jinchuan se divide en 8 pueblos que se administran en 6 subdistritos y 2 poblados.